# Festa della Madonna della Consolazione
(detto popolare autore Ciccio Errigo poeta dialettale reggino)
La festa di Santa Maria Madre della Consolazione, o più comunemente chiamata festa della Madonna della Consolazione, ma universalmente nota ai reggini come Festa Marònna, è il principale evento religioso e civile della città di Reggio Calabria. È celebrata in onore della compatrona della città.
La festa prende avvio la mattina del secondo sabato del mese di settembre con la processione della Sacra Effigie, che dalla Basilica dell'Eremo viene portata alla Basilica Cattedrale. Una seconda processione, che segue un percorso nel centro storico cittadino, avviene il martedì immediatamente successivo. 
Alla Festa religiosa si affiancano celebrazioni civili, organizzate dall'Amministrazione Comunale.

## Le origini
La prima processione del quadro della Madonna della Consolazione è datata 1636. 
Il dipinto che oggi viene portato in processione è opera del reggino Nicolò Andrea Capriolo, che lo realizzò nel 1547. Nel 1532, infatti, i frati Cappuccini si trasferirono presso l'attuale Basilica dell'Eremo, dove al tempo sorgeva una piccola cappella dedicata proprio alla Madonna della Consolazione, con all'interno una icona della Vergine oggi andata perduta. Fu il nobile Camillo Diano, vista la realizzazione di una nuova chiesa del Convento, a commissionare al Capriolo la realizzazione di un nuovo quadro, di dimensioni maggiori, con raffigurati anche san Francesco e sant'Antonio. 
La devozione dei reggini verso la Madonna della Consolazione si consolida a metà del Cinquecento. Nel 1567-1577, infatti, una tremenda pestilenza flagellò la città. Si racconta che al frate cappuccino Antonino Tripodi, in preghiera devota di fronte al quadro, apparve proprio la Madonna che annunciava la fine dell'epidemia. Ne seguì un pellegrinaggio collettivo del popolo reggino, che si recò in massa alla Basilica dell'Eremo per ringraziare la Vergine Maria. Seguirono poi altre pestilenze (1636, 1656, 1672) che rafforzarono la devozione e il legame dei cittadini di Reggio verso la Madonna della Consolazione e la Sacra Effigie.
Il 24 giugno 1657 con un atto notarile rogato presso il notaio Cristoforo Latella, la città di Reggio si impegnò ufficialmente ad offrire ogni anno un cero votivo in occasione della festa, e con Decreto della Santa Congregazione dei Riti del 26 agosto 1752 la Madonna che raffigura il dipinto fu dichiarata "Patrona della città".
Il terremoto che nel 1693 colpì la Sicilia, risparmiò Reggio Calabria. In segno di ringraziamento, il popolo reggino portò ancora una volta in processione l'Effigie, cui vennero aggiunte: una cornice in argento donata proprio dai cittadini; due corone in argento donate dall'Amministrazione, e un velo di raso color cremisi (il colore della città) dono del Capitolo.
La devozione alla Madonna della Consolazione si è rinnovata nel corso dei secoli successivi anche, e soprattutto, in concomitanza con eventi di natura tragica come altre pestilenze (1743-1744, 1836-1847, 1854), terremoti (1696-1719, 1908) e periodi di siccità.
Nel 1982 il quadro venne trafugato dall'Eremo, ma venne ritrovato dopo pochi giorni proprio nei pressi della Basilica.

## La processione
Ogni secondo sabato di settembre il dipinto è portato in processione dai "portatori della Vara". 
La Vara è di ingenti dimensioni: alta 5 metri, pesa oltre 12 quintali. Il percorso seguito va dalla Basilica dell'Eremo, nella parte alta della città, fino al Duomo, percorrendo a piedi circa 3,5 km con un dislivello di 158 metri, attraversando nella fase finale il corso Garibaldi, principale direttrice del centro cittadino.
Il dipinto viene portato dentro la Cattedrale con la tradizionale e suggestiva "volata", l'ultima fatica dei portatori, che consiste nel fare di corsa l'ultimo tratto della processione, dall'inizio della Piazza del Duomo fin davanti alla scalinata della Cattedrale, sotto il peso della Vara.
A conclusione dei giorni di festa, il martedì successivo di ogni anno il quadro viene nuovamente portato in processione sul Corso Garibaldi, per poi rientrare alla Cattedrale dove vi rimane fino al mese di Novembre, momento in cui la Vara con il quadro vengono riportati alla Basilica dell'Eremo con una terza processione.

## Il dipinto di Andrea Capriolo
Il dipinto è opera del reggino Nicolò Andrea Capriolo del 1547, di dimensioni 129,5 cm. (in larghezza) e 135 cm. in altezza. Molto spesso nei testi vengono indicate le dimensioni esatte di un quadrato di 120 cm. x 120 cm. Tuttavia le dimensioni esatte sono appunto 129,5 cm. e 135 cm. esclusa la cornice di ferro. Raffigura la Vergine seduta in trono che sorregge Gesù bambino tra san Francesco con una croce e nella mano destra il libro della Bibbia (nelle poche righe del libro, riportate dall'autore del dipinto, è possibile leggere: "IN PRINCIPIO CREAVIT DEUS C(A)ELUM TERRA AUTEM ERAT INANIS ET VACUA", ossia: "In principio Dio creò il cielo, la terra invece era senza vita e vuota"), e sant'Antonio di Padova con il giglio ed il libro della scienza teologica. In alto due angeli incoronano la Vergine con in mano una palma.
La monumentale "Vara" è in lamina d'argento sbalzato su anima di legno, opera eseguita tra il 1824 e il 1831.